# Gahanopsis
Gahanopsis är ett släkte av steklar. Gahanopsis ingår i familjen dvärgsteklar.
Kladogram enligt Catalogue of Life:
| Gahanopsis | \| \| Gahanopsis deficiens \| \| \| \| \| \| Gahanopsis straeleni \| \| \| \| |
|            | \| \| Gahanopsis deficiens \| \| \| \| \| \| Gahanopsis straeleni \| \| \| \| |
|            | Gahanopsis deficiens                                                          |
|            |                                                                               |
|            | Gahanopsis straeleni                                                          |
|            |                                                                               |